# Speurhond

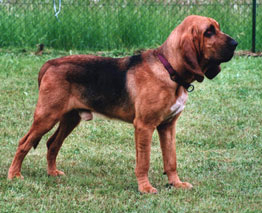
Een bloedhond, een van de bekendste speurhonden.

Een speurhond is een hondensoort die voor de jacht voornamelijk vertrouwt op zijn reuk. Honden van een ras dat tot deze groep wordt gerekend hebben het sterkste reukvermogen van alle honden.
De meeste hondenrassen die tot de speurhonden worden gerekend hebben lange hangende oren. Een theorie is dat dit hen helpt om een bepaalde geur beter te kunnen ruiken daar het de geur in de buurt van de neus houdt. Ze hebben doorgaans ook een lange snuit.
Speurhonden worden voor verschillende doeleinden ingezet. Bekende voorbeelden zijn als politiehond, als reddingshond en als jachthond. 

## Lijst
De volgende hondenrassen worden tot speurhonden gerekend:
- Alpenländische dachsbracke
- American foxhound
- Anglo-français de petit vénerie
- Ariégeois
- Brandlbracke
- Basset bleu de Gascogne
- Basset fauve de Bretagne
- Basset hound
- Beagle
- Beierse bergzweethond
- Bloedhond
- Chien d'Artois
- Dashond
- Drever
- Dunker
- Erdélyi kopó
- Finse brak
- Foxhound
- Français blanc et noir
- Gończy Polski
- Grand bleu de Gascogne
- Hamiltonstövare
- Hannoveraanse zweethond
- Harrier
- Noorse elandhond
- Noorse lundehond
- Ogar polski
- Otterhound
- Petit basset griffon vendéen
- Porcelaine
- Pronkrug
- Schweizer Laufhund
- Segugio Italiano
- Srpski gonic
- Srpski trobojni gonic